# Deen (cantante)
Deen, pseudonimo di Fuad Backović (Sarajevo, 12 aprile 1982), è un cantante pop bosniaco.

## Biografia
Deen inizia la propria carriera musicale a 12 anni, nel 1994, registrando la sua prima canzone, per poi entrare a far parte di un piccolo gruppo chiamato Seven Up. Nel 1998 riceve un'offerta per esibirsi al Teatro Nazionale della Bosnia ed Erzegovina nel ruolo di cantante principale.
Nel 2004 Deen rappresenta la Bosnia ed Erzegovina all'Eurovision con la canzone In The Disco, arrivando in nona posizione con 91 punti.
Nel 2016 partecipa nuovamente all'Eurovision a Stoccolma, accompagnato da Dalal Midhat-Talakić e Ana Rucner. La canzone, Ljubav je, non si qualifica per la finale.

## Discografia
Album
- Otvori oči (1998)
- Seven (2000)
- Ja sam vjetar zaljubljeni (2002)
- In The Disco (2004)
- Anđeo sa greškom (2005)

Singoli
- "Poljubi me" (2002)
- "Taxi" (2003)
- "In the Disco" (2004)
- "Anđeo sa greškom" (2005)
- "Priđi bliže" (2008)
- "Bez trunke srama" (2009)
- "Voli me hitno" ft. Verena Cerovina (2012)
- "Rane manje bole" (2013)